# Josef Cornelius (Dichter)

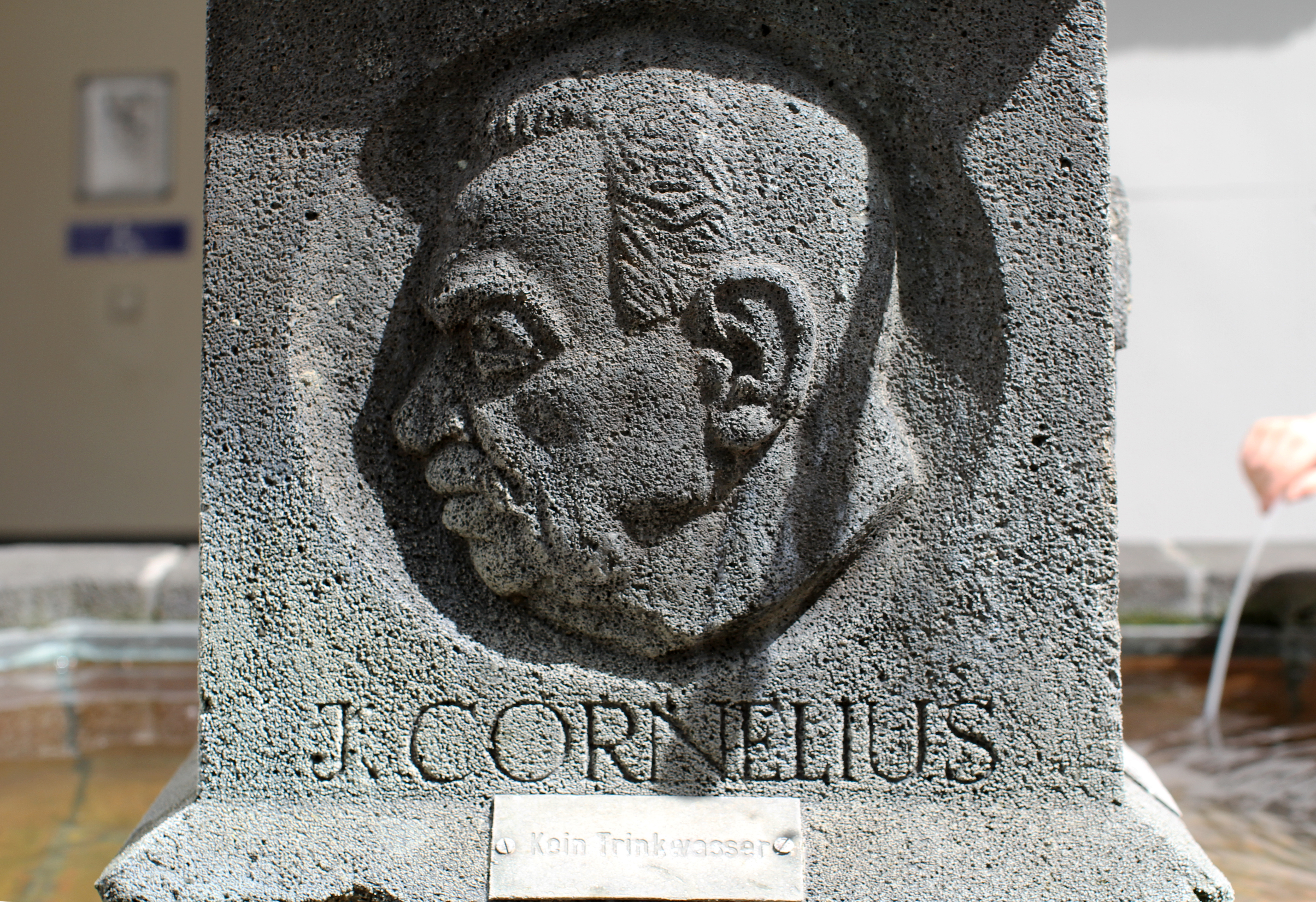
Relief von Josef Cornelius am Schängelbrunnen

Josef Cornelius (* 13. April 1849 in Koblenz; † 4. Dezember 1943 ebenda) war ein deutscher Mundartdichter. Er ist der Schöpfer des Schängelliedes, der Hymne von Koblenz.

## Leben und Beruf

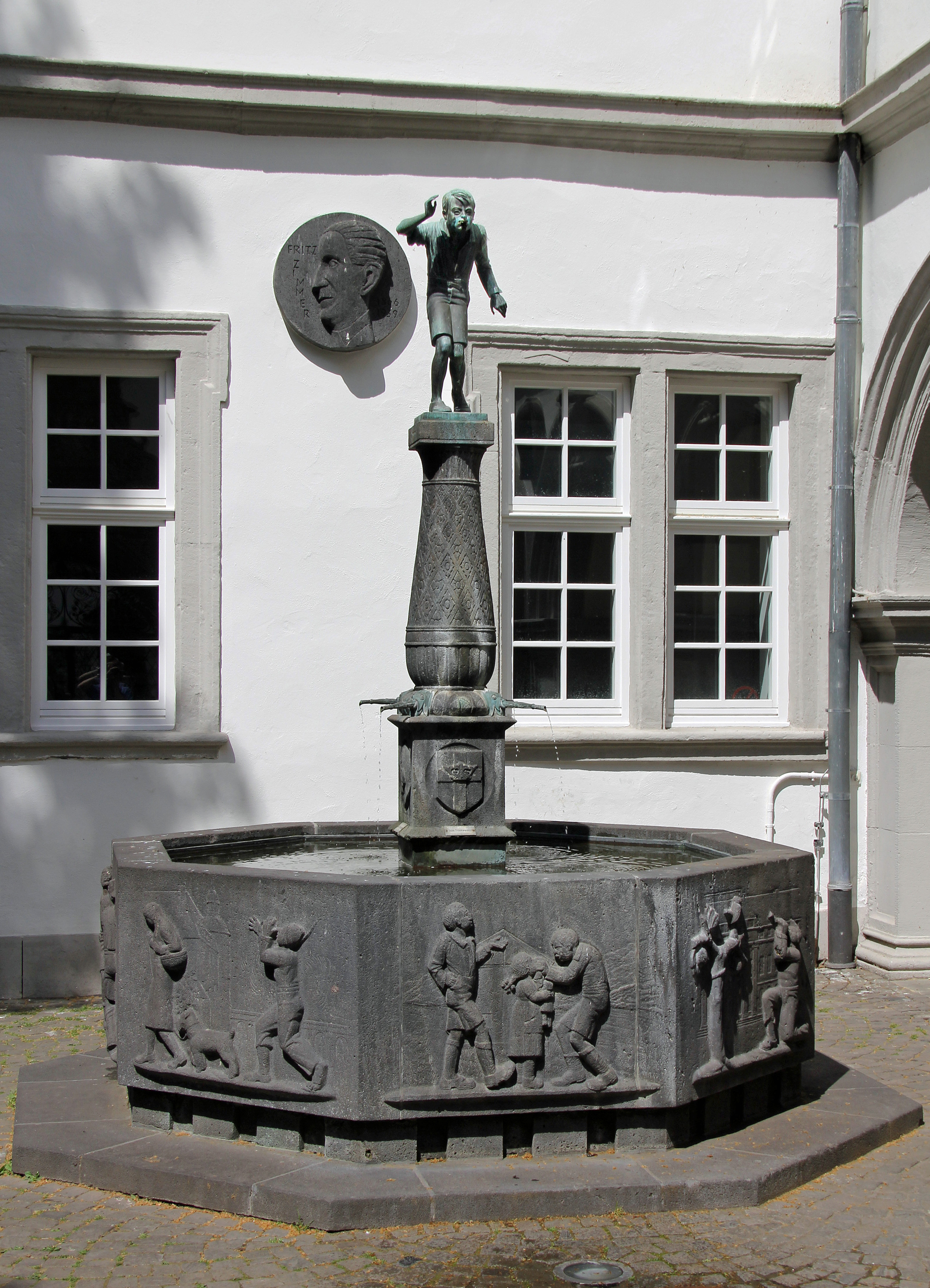
Der Schängelbrunnen im Rathaushof

Josef Cornelius war von Beruf Schuhmacher. Nachdem er einige Jahre in England gearbeitet hatte, gründete er nach seiner Rückkehr 1906 eine Schuhfabrik in Koblenz. Diese zog 1920 in einen fünfgeschossigen Neubau in der Moselweißer Straße um. Das heutige Koblenzer Schuhhaus Lahr hat seine Wurzeln in dieser Schuhfabrik. Die Familie Lahr ist die direkte Nachkommenlinie von Cornelius.
Cornelius war aktiv im Koblenzer Karneval engagiert und ein begnadeter Büttenredner. Schon 1890 textete er das Gedicht Tour off dä Keehkopp, eine Hommage an den Kühkopf im Koblenzer Stadtwald. Cornelius war begeisterter Turner und so schuf er viele Turn- und Wanderlieder.
Kurz vor Rosenmontag 1914 trat man mit der Bitte an Cornelius heran, dem Koblenzer Schängel ein Lied zu widmen. Sogleich begann er damit, den Text zu dem Lied zu schreiben. Die Melodie schuf der Musikalienhändler und Komponist Carl Wilhelm Kraehmer (1874–1918), der in seiner Nachbarschaft am Jesuitenplatz in Koblenz wohnte. Das fröhliche Lied mit dem Titel Dat Cowelenzer Schängelche wurde ein Riesenerfolg und im Laufe der Jahre zur Hymne der Koblenzer.
Im Jahr 1928 veröffentlichte Cornelius Heiteres aus meiner Vaterstadt, eine Auswahl seiner Lieder und Gedichte. Zu seinem 90. Geburtstag wollte die Stadt Koblenz zu seinen Ehren dem Schängel ein Denkmal setzen. Durch den Kriegsausbruch wurde der Schängelbrunnen jedoch erst 1941 eingeweiht.

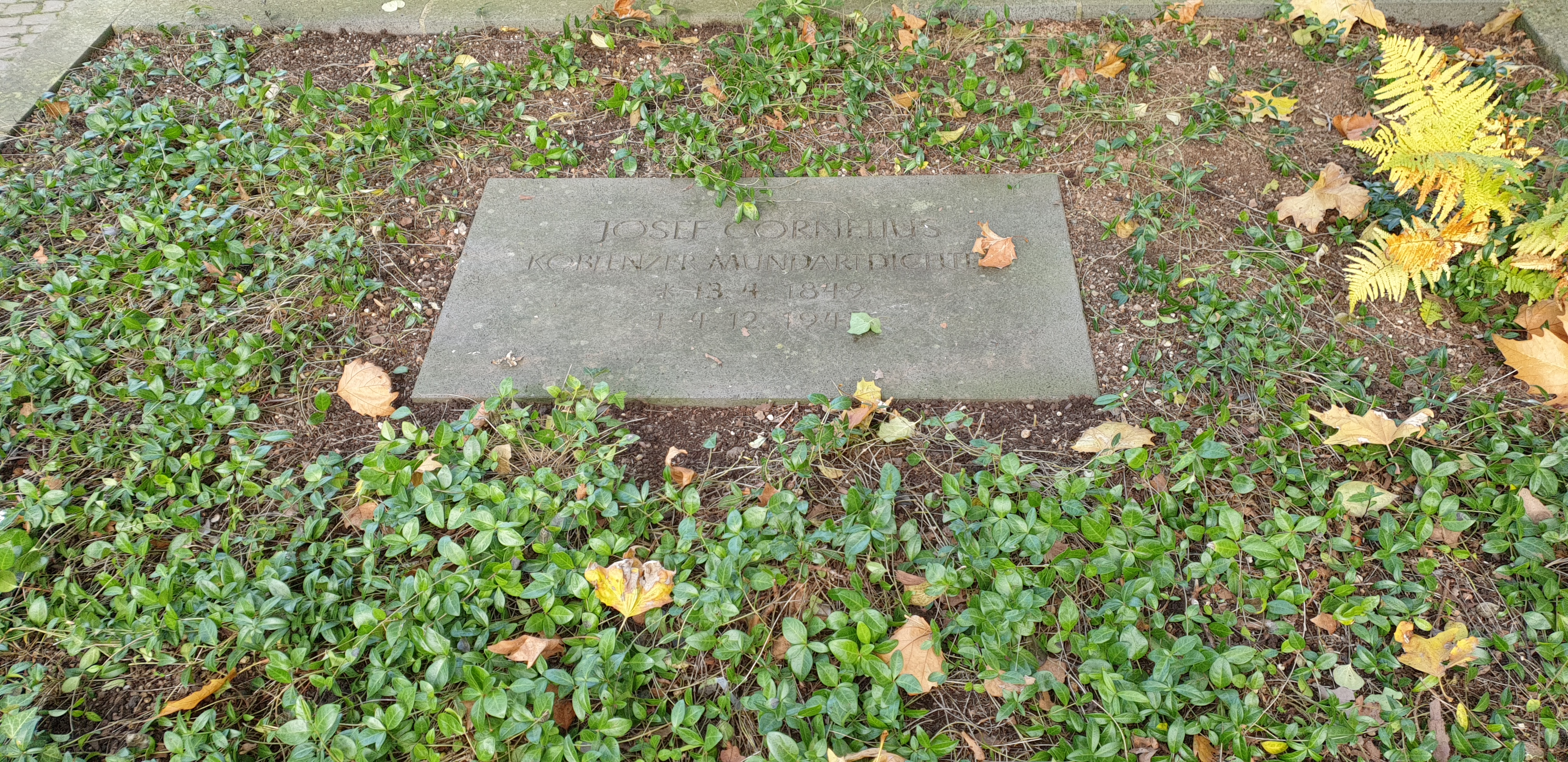
Grabstein auf dem Koblenzer Hauptfriedhof

## Ehrungen
- Ein Relief seines Kopfes schmückt seit 1941 den Schängelbrunnen im Rathaushof
- In Koblenz-Wallersheim trägt seit dem 11. Februar 1971 die Josef-Cornelius-Straße seinen Namen.